# Ersfjord
Ersfjord est une localité du comté de Troms, en Norvège.

## Géographie
Administrativement, Ersfjord fait partie de la kommune de Senja.

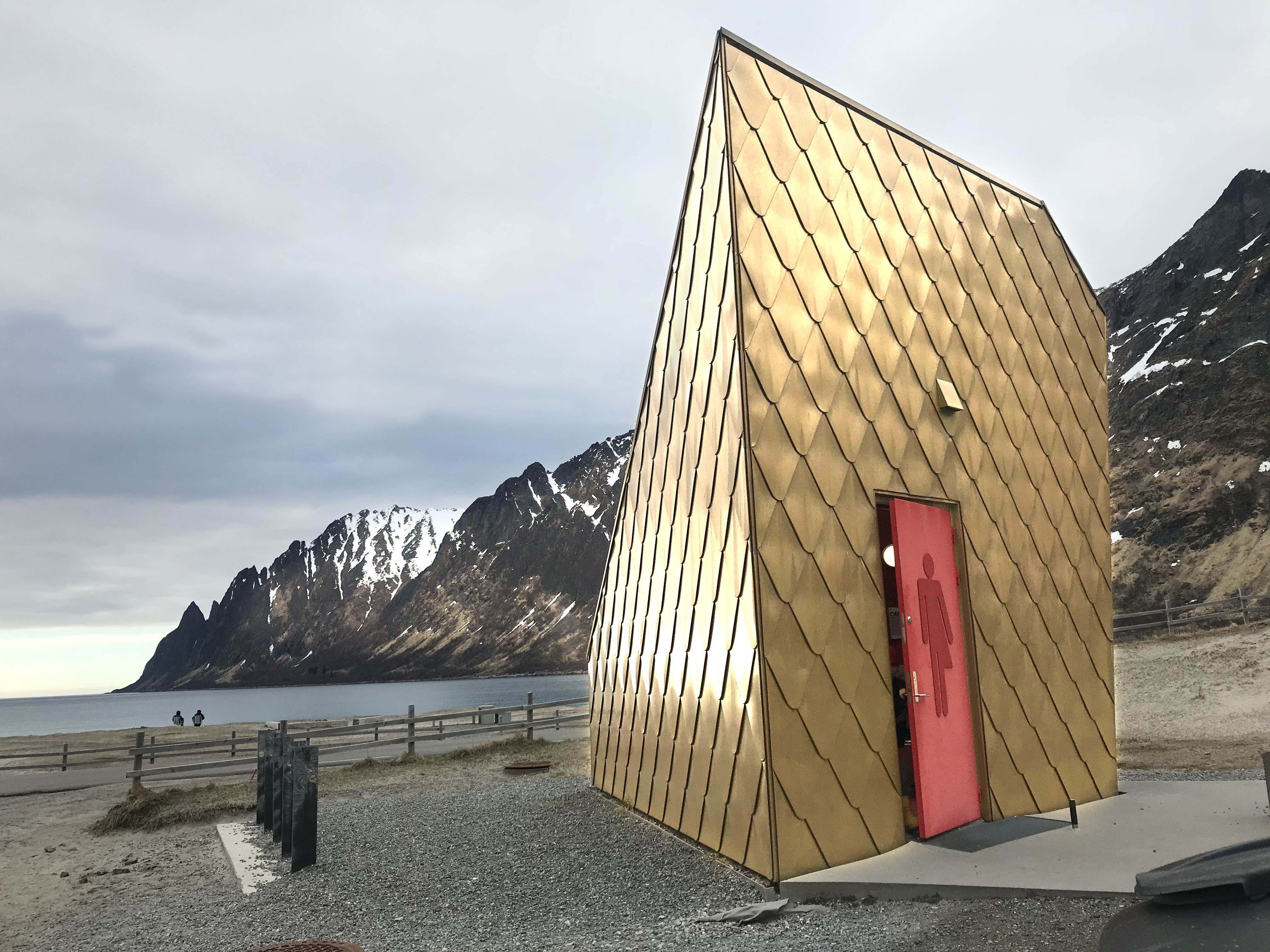
« Gulldassen ».
Photo : Harald Groven